# Саммер, Карен
Карен Саммер (англ. Karen Summer; 22 июля 1962 года — 18 декабря 2023 года, Помпано-Бич) — американская порноактриса, член залов славы AVN и XRCO.

## Ранняя жизнь
Родилась 22 июля 1962 года в долине Сан-Фернандо (Калифорния). Выросла в Тарзане и Энсино (Лос-Анджелес). До начала съёмок в фильмах для взрослых снималась в художественном кино в массовках, заменяющим, дублёром и т. п. В этот период в течение трёх лет работала над телесериалом «Придурки из Хаззарда» (в возрасте от 18 до 20 лет).

## Карьера
Вошла в киноиндустрию для взрослых с помощью Джима Саута, с которым познакомилась в Эль-Торито. Сделала свою первую обнажённую фотосессию с Бобби Холландером летом 1982 года, за четыре дня до своего 20-летия. Снялась в первой для себя сцене в фильме Shades of Ecstasy. Первоначально она использовала сценическое имя Рики Лейн (Ricky Lane), примерно через шесть месяцев в бизнесе сменила его на имя, под которым и стала известной в дальнейшем, и стала актрисой Карен Саммер. Завершила съёмки в фильмах для взрослых в 1993 году. В 2014 году возобновила участие в съёмках порнофильмов. По большей части она провела последние пять лет своей карьеры, работая в качестве танцовщицы стриптиза и бурлеска.
В 2014 году Саммер вернулась в индустрию после того, как случайно встретилась с Ниной Хартли, которая побудила её возобновить карьеру в кино. Вела собственное шоу на XXX Porn Star Radio.

## Личная жизнь
Во время перерыва в съёмках в фильмах для взрослых в течение двадцати лет жила в штате Флорида. Была замужем в течение десяти лет, развелась в 2000 году. Имела степень юриста и работала помощником юриста, также работала медицинским ассистентом и санитаркой. Возвратилась в Лос-Анджелес в феврале 2014 года.

## Смерть
В 2020 году Карен Саммер диагностировали рак молочной железы. После продолжительной болезни она умерла 18 декабря 2023 года.

## Награды
- 2015 — Зал славы AVN[5]
- 2015 — Зал славы XRCO[12]
- 2015 — Зал славы Legends of Erotica[13]